# Trichogramma itsybitsi
Trichogramma itsybitsi is een vliesvleugelig insect uit de familie Trichogrammatidae. De wetenschappelijke naam is voor het eerst geldig gepubliceerd in 2002 door Pinto & Stouthamer.